# Sentry (sistema de monitoramento)

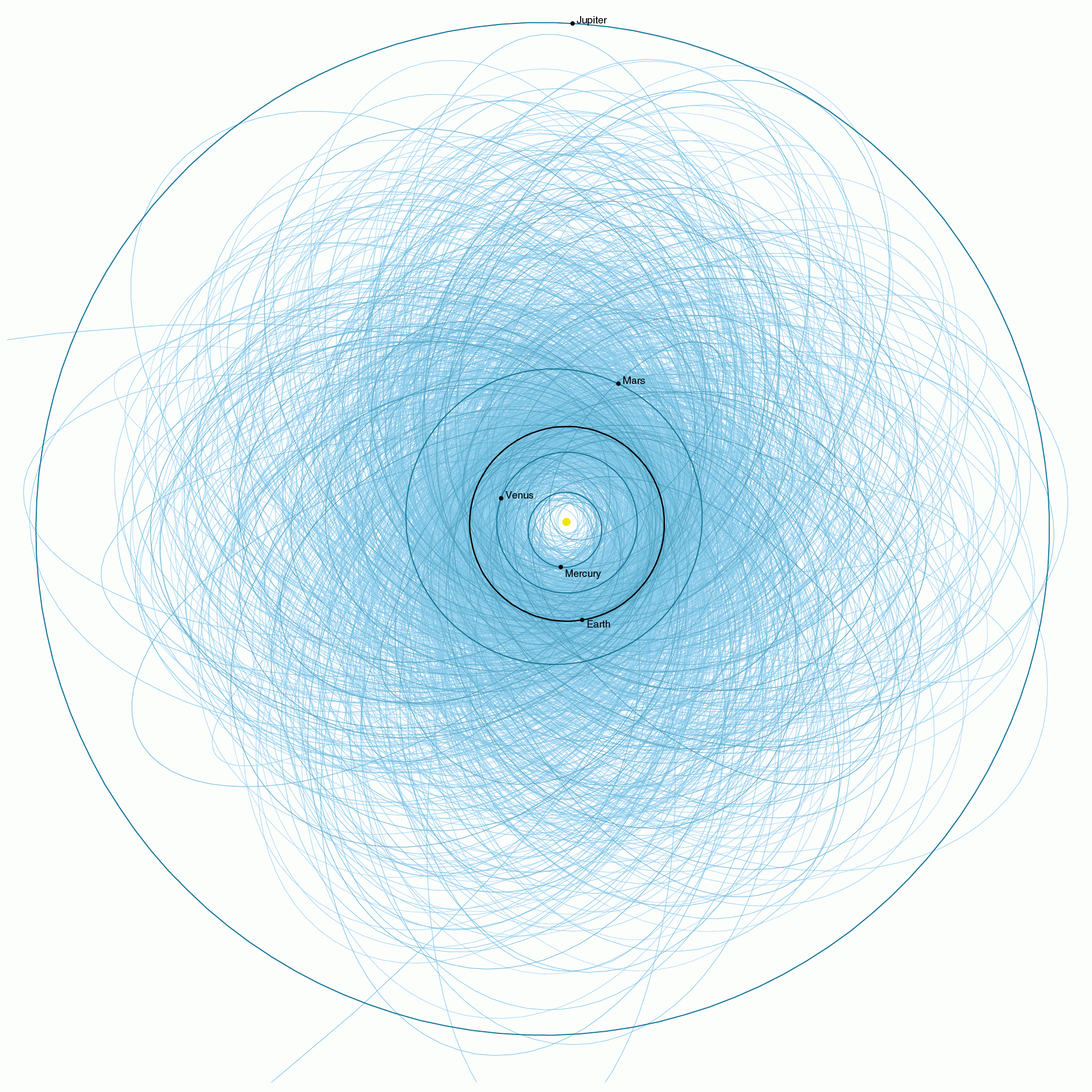
Gráfico de órbitas de asteroides conhecidos potencialmente perigosos

Sentry (Sentinela) é um programa de computador desenvolvido para analisar automaticamente os catálogos astronômicos em busca de asteroides que no futuro possam colidir com a Terra. O programa analisa os catálogos para potenciais colisões nos próximos 100 anos. Sempre que o programa detecta uma possível colisão, ela é analisada e os resultados são imediatamente publicado no Programa Near Earth Object.
Os objetos mais notáveis na página de risco incluem (principais asteroides listados): (29075) 1950 DA, 99942 Apophis, 101955 Bennu, (410777) 2009 FD, 1994 WR12, 2010 RF12 e 2006 JY26 Alguns asteroides notáveis removido do Sentry nos últimos anos incluem: 2007 VK184, 2013 BP73, 2008 CK70, 2013 TV135, 2011 BT15, 367943 Duende, e (367789) 2011 AG5.

## Números
Em junho de 2020, havia mais de 23 000 objetos próximos à Terra, dos quais cerca de 1 023 asteroides estão listados na tabela de risco. Cerca de 95% dos objetos na tabela de risco são muito pequenos para serem qualificados como objetos potencialmente perigosos (OPO), porque têm menos de 140 metros de diâmetro ou têm uma magnitude absoluta inferior a 22. Em junho de 2020, apenas cerca de 38 objetos na tabela de risco são grandes o suficiente para serem qualificadas como OPO.  Estima-se que cerca de 700 desses asteroides próximos à Terra listados em risco sejam aproximadamente do tamanho do meteoro de Tcheliabinsk (H> 26), que não matou ninguém, mas teve 1 491 feridos não diretos. Mais de 2 490 asteroides foram removidos da tabela de risco desde seu lançamento em 2002.

Os únicos dois cometas que apareceram brevemente na Tabela Sentry de Risco são o 197P/LINEAR (2003 KV2) e o 300P/Catalina (2005 JQ5).